# ニューカイロ
ニューカイロ (アラビア語: القاهرة الجديدة, el-Qāhera el-Gedīda, エル＝カーヘラ・エル＝ゲディーダ) は、カイロ県に属している、エジプトの首都カイロの東に約35㎞に位置する都市。カイロ都市圏に入っているカイロの衛星都市。現在、新都市共同体庁が管理している。
1980年代から新都市共同体庁がカイロの東の砂漠地帯に建設してきたニュータウンのうち、第一集合地域（First Settlement）、第三集合地域（Third Settlement）、第五集合地域（Fifth Settlement）の三つが2000年に一つの都市にまとめられ、ニューカイロとなった。第五集合地域は多くの大学や企業やショッピングモールが集まるほか、エジプトの富裕層も第五集合地域内のゲーテッドコミュニティに多く住んでいる。
ニューカイロのさらに東方には、新行政首都の建設が進んでいる。

## 歴史
2000年、大統領令第191号により市が創設された。2016年4月27日、アブドルファッターフ・アッシーシー大統領は、ニューカイロに内務省の新本部を開設した。

## 面積・人口

### 面積
当初は約271 km2だったが、現在は約344 km2に拡張された。

### 人口
新都市共同体庁のサイトによれば、現在、約150万人が暮らしている。400万人を目標人口としている。
一方で2017年の国勢調査では、ニューカイロに属する三地区の人口の合計は297,387人である。

## 産業
87棟の工場、3棟の混合処理プラント、1棟の機械処理プラントがある。
農地は約4.41 km2。

## 教育
カイロ・アメリカン大学が新キャンパスをニューカイロ市内に置いている。カイロ・ドイツ大学は2002年にニューカイロに設立された。ほかにも、大学・外国人学校などが多数ニューカイロに拠点を置いている。